# Шуканов, Юрий Владимирович
Юрий Владимирович Шуканов (бел. Юры Ўладзімеравіч Шуканаў; род. 10 марта 1971, Минск) — советский и белорусский футболист; с 2004 года — футбольный тренер, функционер и агент.

## Карьера
Воспитанник минской СДЮШОР № 5, затем молодёжной команды «Динамо».
Профессиональную карьеру начал в клубе КИМ (Витебск), выступавшем во второй лиге чемпионата СССР. В 1992—1994 годах выступал за основную команду минских «Динамо» и «Динамо-93» / «Беларусь». В этот период футбольной карьеры Шуканов стал чемпионом Беларуси 1992/93 в составе «Динамо» и серебряным призёром 1993/94 в составе «Динамо-93».
В 1994—1995 годах выступал за «Маккаби» Тель-Авив, с которым стал чемпионом Израиля 1994/95. После года выступлений в Израиле вернулся в «Динамо» Минск, вместе с командой занял первое место в чемпионате 1995, проходившем с июля по ноябрь.
Со второй половины 1990-х выступал за российские клубы высшего дивизиона — «Балтику» (1996—1997), «КАМАЗ-Чаллы» (1997), «Уралан» (1998—2000) и «Факел» (2000—2001).
С января 2002 по июль 2003 был игроком «Динамо» (Санкт-Петербург), выступавшем в Первом дивизионе. Летом 2003 перешёл в «Кайрат» из Алма-Аты, Казахстан.
В январе 2004 вернулся в минское «Динамо» в качестве играющего главного тренера. По окончании сезона 2004 клуб стал чемпионом Беларуси, а Шуканов завершил карьеру игрока. Пост главного тренера «Динамо» Юрий Шуканов покинул на старте сезона 2005. Будучи главным тренером, Шуканов работал в тандеме с Леонидом Остроушко. Они были знакомы по работе в петербургском «Динамо» и «Кайрате», где Остроушко занимал тренерские должности.
В 2008—2009 годах Юрий Шуканов был генеральным директором «Динамо» Минск. В 2011—2012 годах возглавлял молодёжную сборную Беларуси. 3 июня 2013 года вернулся в минское «Динамо» в качестве спортивного директора, в конце 2014 года Шуканова на этом посту сменил Вук Рашович.
В 2017—2019 годах — заместитель технического директора в Белорусской федерации футбола, отвечал за подготовку тренеров.
За сборную Беларуси в 1992—1995 годах сыграл 6 игр — 3 товарищеские и 3 в рамках отборочного турнира к Евро 1996.